# Phonopolis
Phonopolis — будущая приключенческая компьютерная игра, разрабатываемая Amanita Design. В марте 2024 года один из разработчиков заявил, что оставшаяся разработка может занять примерно 2 года. Релиз состоится для ПК и нескольких других необъявленных платформ.
Эта игра станет первым 3D-проектом студии.

## Игровой процесс
Phonopolis, как и другие игры Amanita, будет представлять собой point-and-click-квест.
Вся графика построена с использованием картона и бумаги. После того, как объекты сделали из этих материалов, их сканируют и вставляют в игру как трёхмерные модели.

## Сюжет
В антиутопическом городе Фонополис всё управление находится в руках авторитарного диктатора, который в конечном счёте принимает решение о лишении жителей всего человечного.
Данную угрозу замечает один из жителей города — мусорщик Феликс. Так как никто, кроме него, не видит никаких проблем, он решает спасти всех горожан в одиночку.

## Разработка
В 2015 году трое студентов из университета Томаша в Злине (Ева Маркова, Пётр Филипович, Ото Досталь) начали создавать концепт данной компьютерной игры. Уже в 2016 проектом заинтересовался глава Amanita Якуб Дворски и начал спонсировать разработку, в том же году разработка игры была передана в руки студии. Позднее изменилось название и первоначальная концепция.
В конце 2017 года появились слухи, что Amanita Design работает над своей первой трёхмерной игрой на движке Unity, выполненной в графике, сделанной из картона, под названием Phonopolis. Однако в течение пяти лет никаких новостей о проекте не поступило.
Анонс игры состоялся 18 мая 2022 года. Было объявлено, что игра выйдет на несколько платформ, включая ПК в Steam, однако их точный список будет объявлен позже.
В марте 2024 года, разработчики объявили, что планируют завершить игру приблизительно к 2026 году.

## Саундтрек
Композитором выступит чешский композитор Томаш Дворжак (Floex). Ранее он уже писал музыку для проектов студии, таких как Samorost 3 и Machinarium.